# Morey (Saône-et-Loire)
Morey ist eine französische Gemeinde mit 191 Einwohnern (Stand: 1. Januar 2022) im Département Saône-et-Loire in der Region Bourgogne-Franche-Comté. Die Gemeinde gehört zum Arrondissement Autun und zum Kanton Chagny. Die Einwohner werden Moreytois genannt.

## Geographie
Morey liegt etwa 15 Kilometer westlich von Chalon-sur-Saône. Umgeben wird Morey von den Nachbargemeinden Saint-Bérain-sur-Dheune im Norden und Nordosten, Châtel-Moron im Osten, Villeneuve-en-Montagne im Süden, Saint-Julien-sur-Dheune im Südwesten, Essertenne im Westen und Nordwesten sowie Perreuil im Nordwesten.

## Bevölkerungsentwicklung
| Jahr      | 1962 | 1968 | 1975 | 1982 | 1990 | 1999 | 2006 | 2013 | 2019 |
| --------- | ---- | ---- | ---- | ---- | ---- | ---- | ---- | ---- | ---- |
| Einwohner | 253  | 204  | 175  | 157  | 176  | 156  | 184  | 217  | 192  |

## Sehenswürdigkeiten
- romanische Kirche aus dem 13. Jahrhundert
- Reste eines neolithischen Siedlungsplatzes und der früheren Römerstraße

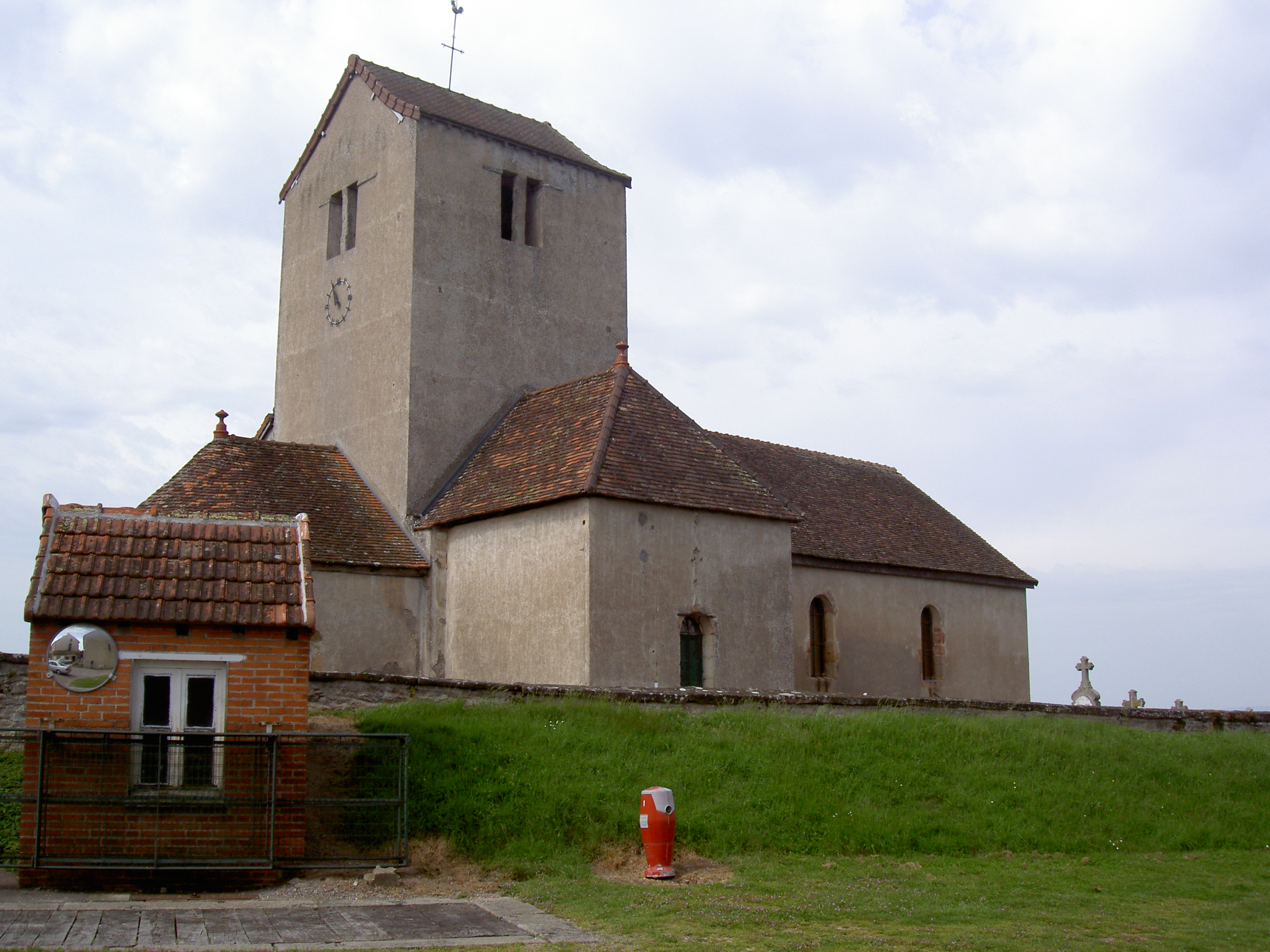
Kirche